# Gustave Whitehead

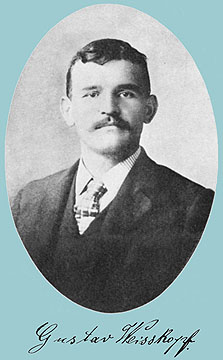
Gustave Whitehead

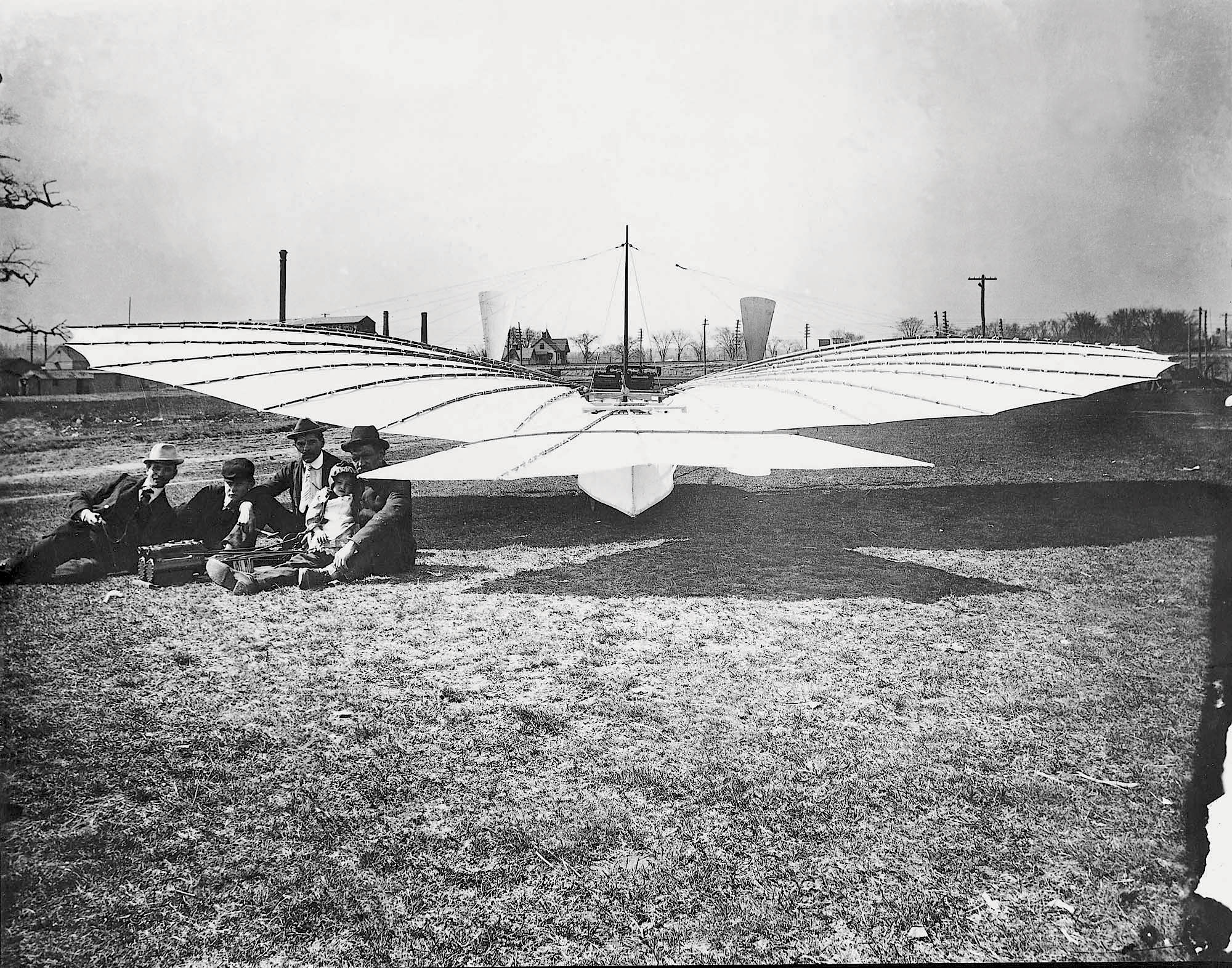
Whitehead's monoplane uit 1901 met zijn dochter en de motor voor hem die de voorste wielen van het landingsgestel aandreef

Gustave Albin Whitehead, geboren als Gustav Albin Weißkopf (Leutershausen, 1 januari 1874 - Bridgeport, (Connecticut), 10 oktober 1927) was een Amerikaanse luchtvaartpionier van Duitse komaf.
Whitehead kwam in 1895 in de Verenigde Staten aan. Naar verluidt vond zijn eerste vlucht plaats op 14 augustus 1901 in Connecticut toen hij zijn Nummer 21 drie keer vloog. Een drietal kranten publiceerde dat bericht. De langste vlucht zou 2,5 kilometer ver en tot een hoogte van 60 meter zijn gekomen: veel verder en hoger dan de vlucht van de gebroeders Wright, twee jaren en een maand later. Er zijn echter geen bewijzen in film of foto van deze vluchten. Bovendien heeft Whitehead zelf de vluchten niet op schrift vastgelegd.
Er was een ooggetuige die beweerde dat Whitehead al in 1899 ongeveer een halve mijl vloog met een door een stoommachine aangedreven vliegtuig, en in januari 1902 zou hij met zijn verbeterde Nummer 22 tien kilometer hebben gevlogen.
Hoewel er in kranten aandacht werd besteed aan de vluchten van Whitehead, waren er behalve ooggetuigenverslagen geen bewijzen beschikbaar. Een mogelijke reden dat zijn vluchten zo onbekend zijn is omdat hij van Duitse afkomst was en omdat de gebroeders Wright hun Wright Flyer aan het Smithsonian Instituut hebben gedoneerd onder de voorwaarde dit instituut geen eerdere vlucht zou erkennen.
Zowel Nummer 21 als Nummer 22 waren eendekkers, de eerste had een 20pk (15kW) motor en de tweede een 40pk (30kW) motor. De motor dreef de voorwielen tot opstijgsnelheid aan, waarna de kracht naar de propellers werd verplaatst. Hierdoor was er geen katapult nodig zoals bij de Wright Flyer wel het geval was.
De gebroeders Wright hadden Whitehead in 1900 bezocht om ideeën en ontdekkingen uit te wisselen met de belofte zijn werk te financieren.
In 1985 werd er in de VS een replica gebouwd van Whiteheads machine. Op 29 december 1986 maakte Andrew Kosch 20 vluchten en bereikte een maximale afstand van 100 meter. Op 18 februari 1998 vloog een Duitse replica afstanden tot 500 meter.